# Jennifer Teege
Jennifer Teege (* 29. Juni 1970 in München) ist eine deutsche Schriftstellerin und Werbetexterin.

## Werdegang
Jennifer Teege ist eine Tochter von Monika Hertwig geb. Göth und Enkelin des KZ-Kommandanten des Konzentrationslagers Płaszów (bei Krakau) Amon Göth (1908–1946) und dessen Lebenspartnerin Ruth Irene Kalder (1918–1983). Kalder war Sekretärin des Fabrikanten Oskar Schindler. Göth wurde 1946 als Kriegsverbrecher hingerichtet.
Im November 1945 gebar Ruth Irene Kalder in Bad Tölz Amon Göths Tochter Monika Kalder. 1948 beantragte Ruth Irene Kalder eine Namensänderung auf den Namen Göth. Sie gab am 28. Januar 1983 dem BBC-Journalisten Jon Blair ein Interview und starb am nächsten Tag durch Suizid.
Monika Göth gebar 1970 die Tochter Jennifer, die einer kurzen Verbindung mit einem nigerianischen Studenten entstammte. Jennifer wurde im Alter von sieben Jahren von einer Pflegefamilie in München-Waldtrudering adoptiert.
Teege studierte fünf Jahre lang in Israel. Erst 2008, im Alter von 38 Jahren, 25 Jahre nach dem Tode ihrer Großmutter, erlangte Teege in einer Bibliothek durch das von ihrer Mutter mitverfasste Buch mit dem Titel Ich muss doch meinen Vater lieben Kenntnis über ihre Abstammung. Jennifer Teege geriet dadurch in eine schwere Lebenskrise. Die Arbeit an ihrer Autobiografie Amon. Mein Großvater hätte mich erschossen half ihr, die Krise zu überwinden. Das Buch ist auch in dänischer, englischer, französischer, hebräischer, italienischer, niederländischer, polnischer und spanischer Übersetzung erschienen.
2019 wurde sie in die Anthologie New Daughters of Africa von Margaret Busby aufgenommen.
Jennifer Teege ist verheiratet und Mutter zweier Söhne.